# 620 Park Avenue
620 Park Avenue es un edificio de apartamentos de lujo en el Upper East Side de Manhattan (Estados Unidos) en Park Avenue entre las calles 65 y 66 Este.

## Historia
620 Park Avenue fue diseñado por James Edwin Ruthven Carpenter Jr., quien también diseñó 625 Park Avenue al otro lado de la avenida; y construido por Starrett Brothers en 1924. Cuenta con una fachada de piedra caliza en los dos pisos más bajos y un exterior de ladrillo en los 13 pisos superiores. Es un edificio de 15 pisos con solo 15 unidades, cada una compuesta por un piso completo.